# Legato 〜旅する音楽スタジオ〜
『legato 〜旅する音楽スタジオ〜』（レガート 〜たびするおんがくスタジオ〜）は、毎月最終土曜 1:00 - 1:30（金曜深夜）に日本の音楽専門チャンネル・MUSIC ON! TVで放送されていた音楽番組。2020年12月21日にパイロット版が放送され、2021年1月30日（29日深夜）よりレギュラー放送開始。2022年4月30日（29日深夜）より『legato 〜旅する音楽スタジオ〜 Season2』として番組がリニューアルされた。

## 概要
長濱ねるがさまざまなシチュエーションに登場するDJブースから自身がセレクトした楽曲を交えて、音楽情報をはじめ最近あった出来事やカルチャーにまつわるトークを展開する番組。
2022年4月30日（29日深夜）より「音楽」と「街」と「出会い」をテーマに番組がリニューアル。長濱が引き続きナビゲーターを務め、日本全国さまざまな場所を訪れ、その土地に息づく音楽、そこで出会う人々にとっての音楽を自身の目線で紹介する。リニューアルに伴い、番組公式サイト、Twitter、Instagramが開設された。
2023年2月25日（24日深夜）、番組終了に伴い、3月31日をもって番組オフィシャルサイトを閉鎖することが発表された。

## 出演者
- 長濱ねる

## 放送時間
| 放送期間        | 放送日時                     | 放送局                 | 対象地域   | 備考                                             |
| --------------- | ---------------------------- | ---------------------- | ---------- | ------------------------------------------------ |
| 2021年1月30日 - | 土曜 1:00 - 1:30（金曜深夜） | MUSIC ON! TV（CS放送） | 日本全域   | 毎月最終土曜放送（金曜深夜）。リピート放送あり。 |
| 2021年2月1日 -  | 月曜 1:25 - 1:55（日曜深夜） | 長崎国際テレビ         | 長崎県     | 毎月最終月曜放送（日曜深夜）。                   |
| 2021年4月6日 -  | （不定期）                   | 毎日放送               | 近畿広域圏 | 毎月不定期放送。                                 |
| 2021年4月28日 - | 水曜 0:00 - 0:30（火曜深夜） | テレビ神奈川           | 神奈川県   | 毎月最終水曜放送（火曜深夜）。                   |
| 2021年6月25日 - | 木曜 1:30 - 2:00（水曜深夜） | テレビ愛知             | 愛知県     | 毎週木曜放送（水曜深夜）。                       |
| 2022年11月8日 - | （不定期）                   | 東日本放送             | 宮城県     | 不定期放送。                                     |

## スタッフ

### パイロット版、Season1
- プロデューサー：松井亮、南広志
- 総合演出：曽根隼人
- ディレクター：高根澤亮
- 撮影：高根澤亮
- 撮影助手：稲村樹、半澤敦美
- 照明：山崎悠次
- 音声：磯部康広
- 制作：皆川雄嗣
- スタイリスト：市野沢祐大、北村おりの
- ヘアメイク：平松浩幸
- 美術：田中智子
- スチール：Jumpei Yamada
- 構成：遠藤彰彦
- 音楽：菅原一樹
- オープニング：いっしん
- タイトルデザイン：横井もも代
- オンライン編集：小松舜、本郷心萌
- MA：河合崇充
- 制作協力：Kino.inc.、EventBox合同会社
- 制作著作：MUSIC ON! TV

- 企画・プロデューサー：柳志乃
- ラインプロデューサー：濱田洋輔
- 撮影：曽根隼人、佐原孝兵、今井太郎、陳麟、宮下直樹
- 撮影助手：平木隆太、奥田夏輝、廣道景樹、松本拓己、寺内丈
- 制作：野々村ジャンマイコ、櫻庭ひなの、高橋沙弥佳、野中竜馬、石黒航希、堀岡喜典
- 音声：古茂田耕吉、池田匠
- 照明：陳麟
- 構成：ヒラギノ游ゴ
- コーナー監修：松尾謙二郎
- オンライン編集：渡辺周一、橋田竹千世、江川智也、朝倉拓哉、鈴木恭平、沼田誠也、坂本侑史、井上明希、伊与田拓海、柴山あんず、井関紘海、堀口健人、井口勇典、邉見和子、杉山愛理、若林広樹、石川志織
- スタイリスト：川上薫
- ヘアメイク：渋谷絵里奈、風間裕子、megu
- MA：安部拓巳、古瀬祥太、吉村良太郎、飛山哲朗、中筋涼介、渡辺貴代司、横須賀志信
- 制作協力：4thFILM,Inc.

### Season2
- 構成：一場麻美
- リサーチ：キシ
- 撮影：石川泰之
- VE：吉田匠
- 技術協力：DEEP
- スタイリスト：岡本祥熙
- ヘアメイク：風間裕子
- スチール：Jumpei Yamada
- 編集：若林広樹
- MA：若生正和
- AD：久保陽太朗
- 総合演出：櫛田建太郎
- プロデューサー：松井亮、瀬山悟、南広志、鈴木貴也
- 制作協力：Kino.inc.、エンネットワーク
- 制作著作：MUSIC ON! TV

- 撮影：杉山幸司、下村哲郎、日名透
- VE：太田裕久
- 音効：岩見高土
- 編集：邉見和子、阿部あかり、大谷拓夢、伊與田巧海
- MA：安部拓巳、河合崇充、中筋涼介、古瀬祥太
- AP：吉冨由布希
- AD：山本祥光、早川瑞紀、篠塚祐介
- 制作：弓部滉大